# Градево
Градево (болг. Градево) — село в Благоевградской области Болгарии. Входит в состав общины Симитли. Находится примерно в 8 км к востоку от центра города Симитли и примерно в 14 км к юго-востоку от центра города Благоевград. По данным переписи населения 2011 года, в селе  проживал 181 человек, преобладающая национальность — болгары.

## Население
| Год     | 1934 | 1946 | 1956 | 1965 | 1975 | 1985 | 1992 | 2001 | 2011 |
| ------- | ---- | ---- | ---- | ---- | ---- | ---- | ---- | ---- | ---- |
| Жителей | 2564 | 2449 | 2113 | 1137 | 724  | 405  | 293  | 278  | 181  |

|  |